# Натік Хашим
Натік Хашим Абід-Аун (араб. ناطق هاشم; нар. 15 січня 1960, Багдад, Ірак — пом. 26 вересня 2004, Маскат, Оман) — іракський футболіст, виступав на позиції правого півзахисника.

## Клубна кар'єра
Футбольний шлях розпочав у юнацькій команді «Аль-Амани» в Багдаді разом з Басім Касімом, Анад Абідом, Басіл Горгісом та Карімом Аллаві. Дорослу футбольну кар'єру розпочав у 1978 році в складі багдадського «Аль-Амана». У 1982 році став гравцем «Аль-Джаїша». З 1984 по 1986 рік захищав кольори клубу «Ар-Рашид», в якому в цей період виступали такі гравці іракської збірної як Ахмед Раді, Аднан Діржал та Харіс Мохаммед. У 1986 році став гравцем «Аль-Куви», у складі якого виступав до 1995 року (з перервою на сезон 1991/92 років, коли Натік грав за «Аль-Хутут»). У 1995 році завершив кар'єру футболіста.
Потім тренував один з клубів першого дивізіону чемпіонату Оману. Помер у Маскаті в 2004 році внаслідок серцевого нападу.

## Кар'єра в збірній
Вперше одягнув футболку національної збірної Іраку в 1982 році, коли після вдалих виступів за юнацьку збірну Іраку та «Аль-Аману» югославський тренер Вожо Гардесевич надав шанс молодому півзахиснику проявити себе в головній футбольній збірній країни. Учасник Олімпійських ігор 1984 (зіграв проти Канади, Камеруну та Югославії) та 1988 років. На олімпіалді в Сеулі зіграв в 1 поєдинку, проти Замбії. У 1986 році був викликаний тренером Еварісто де Маседо для участі в Чемпіонаті світу 1986 року, де команда Іраку вилетіла за підсумками групового етапу. Його партнерами по центру півзахисту стали колишні одноклубники Хашима по «Аль-Аману» Базіл Горгіс, Анад Абід та Васім Касім. Востаннє в складі національної збірної виходив на поле в 1992 році, у футболці якої загалом зіграв 90 матчів.

## Титули і досягнення
- Переможець Азійських ігор: 1982
- Переможець Кубка націй Перської затоки: 1984